# Baeodromus ranunculi
Baeodromus ranunculi är en svampart som beskrevs av J.R. Hern. & J.F. Hennen 2000. Baeodromus ranunculi ingår i släktet Baeodromus och familjen Pucciniosiraceae.   Inga underarter finns listade i Catalogue of Life.